# Banderas de carreras

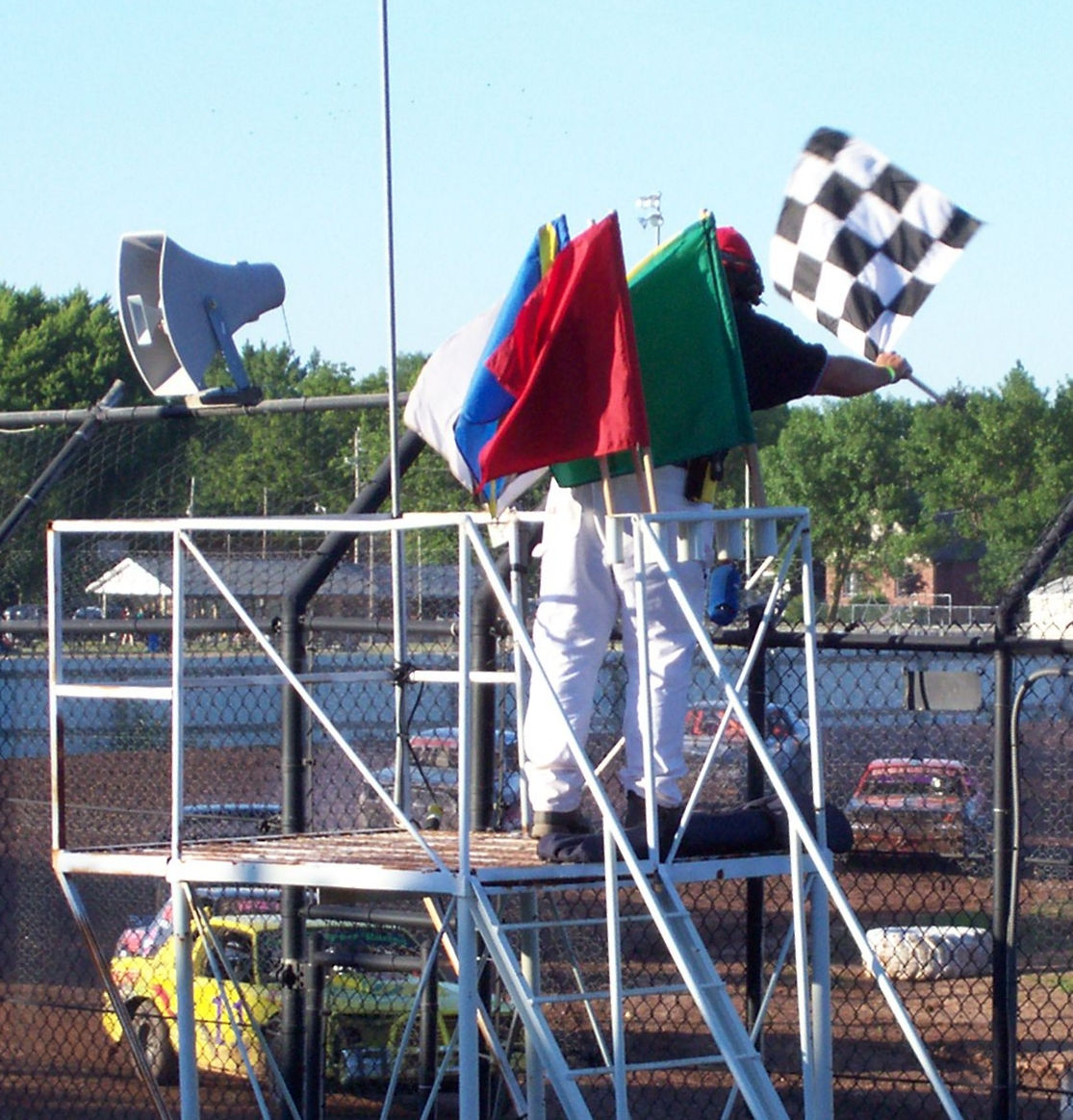
El banderillero mostrando una bandera indicadora del conjunto de banderas de competición y ondea la bandera a cuadros sobre los vehículos entrantes.

Las banderas de carreras son usadas tradicionalmente en carreras de automovilismo de velocidad y motociclismo de velocidad para comunicar información de importancia a los corredores. Típicamente, el encargado de banderas (algunas veces el oficial de carrera) muestra la bandera sobre un puesto elevado al principio y final de la carrera, sobre la línea de meta. En la mayoría de circuitos, hay todo un equipo de encargados de banderas que se sitúan en posiciones estratégicas a lo largo del recorrido para informar a los corredores que no se hayan fijado en las indicaciones señaladas desde ese puesto elevado. Esto es especialmente común en circuitos urbanos, en los que generalmente se da un gran número de curvas cerradas y cambios de nivel. Eventualmente, algunos circuitos urbanos recurren a luces indicadoras, como semáforos, que complementan la información suministrada por la bandera de línea de meta.

## Resumen
Aunque no existe un sistema universal de indicaciones común a todos los deportes de motor, la mayoría de las categorías las han estandarizado, y comparten algunas señales con otras categorías. Por ejemplo, la bandera a cuadros blancos y negros es comúnmente utilizada en todos los deportes a motor para anunciar el final de carrera, mientras que las banderas de penalización varían de una a otra categoría.
| Bandera | Nombres                                                             | Categorías | Categorías | Categorías | Categorías                                                                           | Categorías |
| Bandera | Nombres                                                             | Reglas sancionatorias de la FIA | Reglas sancionatorias de FIM | IndyCar Series | NASCAR                                                                               | Supercars Championship |
| --- | ------------------------------------------------------------------- | --- | --- | --- | ------------------------------------------------------------------------------------ | --- |
| | Bandera nacional                                                    | Inicio de carrera (si los semáforos fallan o no existen)                                                                               | | |                                                                                      | Inicio de carrera (si los semáforos fallan o no existen)                                                                               |
| | Bandera verde                                                       | Inicio de carrera/fin del riesgo/se abre los boxes                                                                                     | Inicio de carrera/fin del riesgo/se abre los boxes                                                                                     | Inicio de carrera/fin del riesgo/se abre los boxes                                                                                     | Inicio de carrera/fin del riesgo/se abre los boxes                                   | Listo para partir/Fin del periodo de precaución/Fin de la sección de precaución                                                        |
| | Bandera amarilla                                                    | | | | : Inicia o reinicia con precaución                                                   | |
| : Precaución por elemento cerca o fuera del circuito : Precaución por elemento bloqueando el circuito VSC: se activa Virtual Safety Car : Auto de seguridad desplegado | Bandera amarilla                                                    | : Riesgo de elemento cerca o fuera del circuito : Riesgo por elemento bloqueando el circuito                                           | : Precaución/Precaución de circuito en un tramo local : Precaución en todo el circuito. Se despliega el Pace car en ambos casos.       | : Precaución/Precaución de circuito en un tramo local : Precaución en todo el circuito. Se despliega el Pace car en ambos casos.       | : Riesgo de elemento cerca o fuera del circuito : Auto de seguridad desplegado       | |
| | Bandera a rayas                                                     | Desperdicios, aceite o tramo resbaladizo (solo aplicable en circuitos pavimentados)                                                    | Desperdicios, aceite o tramo resbaladizo (solo aplicable en circuitos pavimentados)                                                    | Desperdicios, aceite o tramo resbaladizo (solo aplicable en circuitos pavimentados)                                                    | Desperdicios, aceite o tramo resbaladizo (solo aplicable en circuitos pavimentados)  | Desperdicios, aceite o tramo resbaladizo (solo aplicable en circuitos pavimentados)                                                    |
| | Bandera roja                                                        | Detener sesión o carrera | Detener sesión o carrera | Detener sesión o carrera | Detener sesión o carrera                                                             | Detener sesión o carrera |
| | Bandera roja                                                        | | : Fin de práctica o clasificación | |                                                                                      | |
| | Bandera negra                                                       | | | |                                                                                      | |
| : Descalificado : Vehículo con problemas necesita detenerse : Amonestación                                                                                             | : Regresa a los pits : Motocicleta con problemas necesita detenerse | : Regresa a los pits : Descalificado                                                                                                   | : Regresa a los pits : Descalificado                                                                                                   | : Penalizado con Drive-Through : Vehículo con problemas necesita detenerse : Amonestación                                              |                                                                                      | |
| | Código 60                                                           | No adelantar y respetar 60 km/h (no se aplica en carreras de monoplazas, como en la Fórmula Uno)                                       | | |                                                                                      | |
| | Bandera blanca                                                      | Vehículo lento en pista | : Se declara carrera mojada : Motociclistas pueden cambiar motocicletas : Vehículo de emergencias en pista                             | Última vuelta | Última vuelta                                                                        | Vehículo lento en pista |
| | Bandera azul                                                        | En prácticas y clasificación: Vehículo más rápido aproximándose En carrera: Vehículo con una vuelta más aproximándose, dejarse doblar. | En prácticas y clasificación: Vehículo más rápido aproximándose En carrera: Vehículo con una vuelta más aproximándose, dejarse doblar. | En prácticas y clasificación: Vehículo más rápido aproximándose En carrera: Vehículo con una vuelta más aproximándose, dejarse doblar. | : Vehículo más rápido aproximándose : Precaución inminente (no se utiliza en óvalos) | En prácticas y clasificación: Vehículo más rápido aproximándose En carrera: Vehículo con una vuelta más aproximándose, dejarse doblar. |
| | Bandera a cuadros                                                   | Final de carrera | Final de carrera | Final de carrera | : Fin de carrera : Final de stage                                                    | Final de carrera |

Es igualmente esencial advertir que algunas banderas pueden ser sustituidas por luces en condiciones de poca visibilidad (lluvia, niebla, puntos ciegos) o durante la noche.

## Banderas de estado
Las banderas de estado se usan para informar a todos los corredores del estado general de la carrera.

La bandera verde indica el retorno a situación normal de carrera.

### Bandera verde
La bandera verde se usa generalmente para indicar el principio de la carrera. También suele mostrarse para señalar el restablecimiento de la situación normal de carrera, después de algún aviso, o para reiniciar la carrera. Algunas veces se muestra cuando no es necesario el uso de otra bandera. De este modo, si no se han señalado incidencias o retrasos en carrera, se considera estar "bajo bandera verde". También, una bandera verde en la entrada de boxes indica que los mismos se encuentran abiertos y operativos. Sin embargo, en algunos países, -en primer lugar, Francia- se utiliza alternativamente la bandera nacional, ya que el verde liso está ya en la bandera de Libia. 
Igualmente, en NASCAR, cuando una bandera verde y otra amarilla se muestran a la vez es para indicar que hay alguna incidencia en carrera aunque las vueltas ya se están contando. Suele tener lugar después de secar el circuito tras una salida aplazada por lluvia.
Cuando se muestra desde el puesto de dirección de carrera, una bandera verde muestra el final de una alerta local en pista. 
En la IndyCar Series se ha incorporado una letra "e" minúscula estilizada en su bandera verde para promover el uso del etanol como combustible de la categoría.
Por lo general, por reglamento de la FIA y de FIM, una vez que coloca bandera verde, se enciende las luces del semáforo, se apagan y se inicia la carrera, siempre y cuando no ocurra malas condiciones climatológicas. De lo contrario, o en caso de NASCAR y la IndyCar, una vez que el auto de seguridad entra al garaje, recién se inicia la carrera con bandera verde.
Antes del uso de las luces de salida en Fórmula 1, y la mayoría de eventos oficiales de la FIA, se utilizaba la bandera nacional del país en que se realizaba la carrera en lugar de la bandera verde para indicar la salida, y aún se utiliza en caso del fallo del sistema. Lo mismo ocurre en Supercars si los semáforos fallan o no fueron implementados al circuito.

La bandera amarilla significa precaución.

### Bandera amarilla
La bandera amarilla lisa, o bandera de precaución, reclama a los conductores que deceleren en atención a algún incidente en pista. Sin embargo, los procedimientos para mostrar la bandera amarilla varían según los estilos de carrera y los sistemas de penalización.
En la competición de Fórmula 1, una bandera amarilla mostrada desde el puesto del oficial de carrera indica que debe extremarse la atención desde ese punto de la pista. La manera de ondear la bandera depende de la localización del incidente en concreto. Así:
- Una bandera única y estática advierte de un peligro fuera de la pista.
- Una bandera única que se ondea señala algún riesgo en la superficie de pista.
- Dos banderas agitadas simultáneamente anuncian que la pista está total o parcialmente bloqueada en algún punto. Se informa al piloto de la eventual necesidad de detenerse.

Cuando se muestran desde una estación o checkpoint, se prohíbe a los pilotos el adelantamiento hasta que pasen junto a una bandera lisa verde (que indica, como hemos visto, la vuelta al estado normal de carrera). Esta bandera se muestra según el criterio de los oficiales de pista que forman el personal de cada estación. Adicionalmente, en caso de VSC (virtual safety car o vehículo de seguridad virtual, por sus siglas en inglés), se les limita la velocidad a todos los pilotos, y no se permite el adelantamiento.

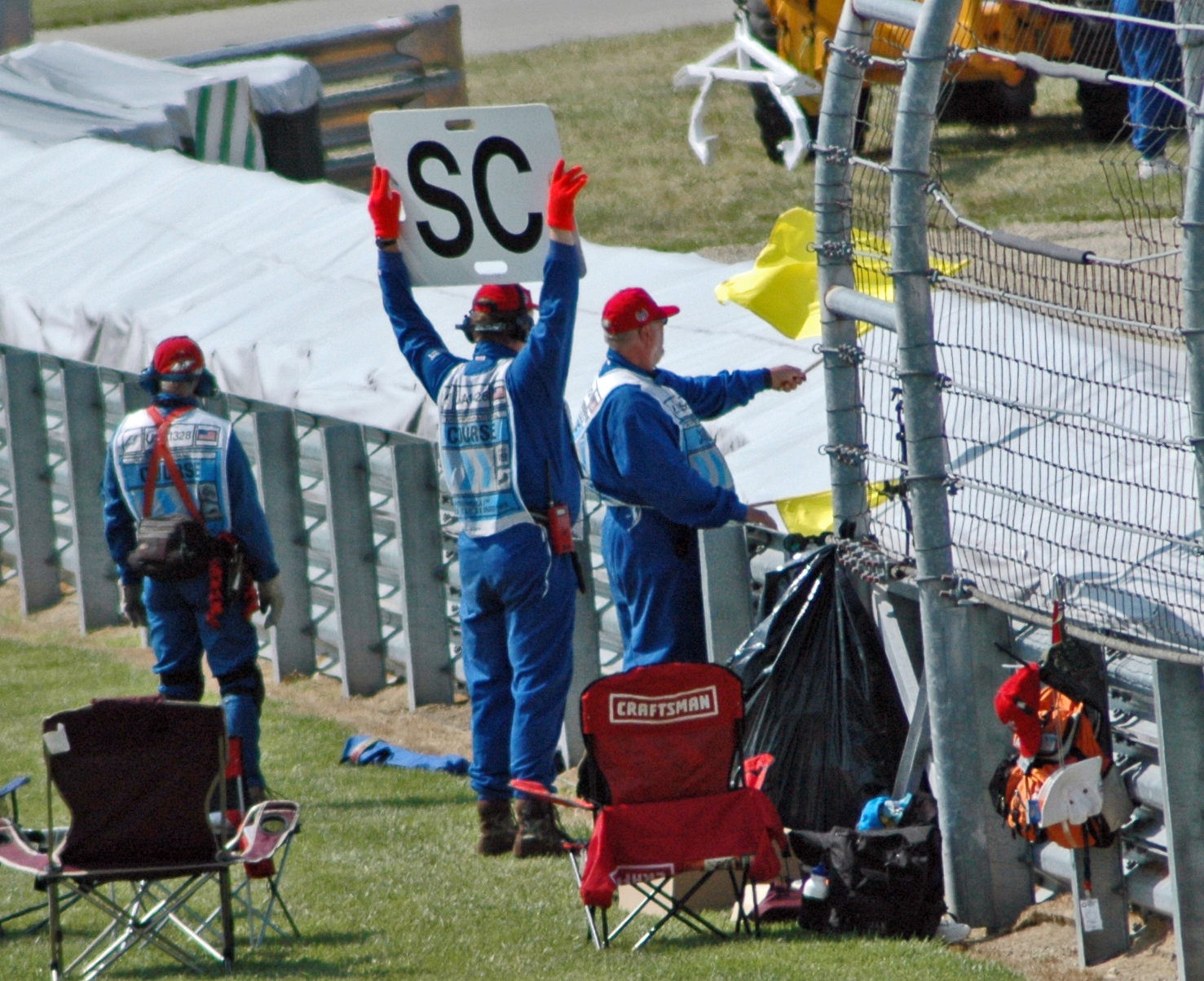
Una bandera amarilla con coche de seguridad, o sea automóvil de seguridad) mostrada en el Gran Premio de los Estados Unidos de 2005.

Cuando el automóvil de seguridad está en pista, todos los puntos de banderas mostrarán panel blanco cuadrado con el texto "SC" escrito en negro.
Cuando los puntos de bandera son radiocontrolados, este aviso será instantáneo; de otro modo, el cartel será mostrado cuando el automóvil de seguridad entra por primera vez en pista. Esto se acompaña de la exhibición de bandera amarilla (ondeada según el reglamento internacional, estática si se trata de una competición estadounidense - aunque se ondea cuando el grupo principal de vehículos está en ese sector, así como en el lugar exacto del incidente). Las condiciones especiales de la bandera amarilla afectan a todo el circuito - de modo especialmente señalado, prohíbe el adelantamiento. Sin embargo, en Fórmula 1, los rezagados a los que el líder ha "sacado una vuelta" están autorizados a adelantar a ese líder, una vez que el control de carrera así lo señale. Cuando el automóvil de seguridad sale de circuito y la carrera continúa, se muestra una bandera verde en la línea de salida, y consecutivamente en todos los puntos de bandera del circuito, durante una vuelta completa. El adelantamiento sigue sin estar permitido hasta que los vehículos no hayan pasado la bandera verde dispuesta sobre la línea de salida.
En la NASCAR y la Indy, una bandera amarilla ondeada sobre los puestos de salida pone la carrera en aviso. En ese momento, un automóvil de seguridad entrará en pista para mantener a los competidores a una velocidad reducida. En estas carreras, las luces destelleantes amarillas se usan comúnmente para complementar la bandera principal que se muestra desde la línea de salida/meta. Los corredores están bloqueados en su posición de carrera y hasta el fin del período de alerta no se permite el adelantamiento sin el consentimiento mutuo (exceptuando los automóviles accidentados o detenidos). En algunas carreras, sin embargo, los automóviles pueden adelantarse en la zona de boxes durante ese intervalo de precaución.

#### Reglamentos de seguridad y el "beneficiario", en NASCAR
El punto en el cual se inicia el período de precaución es un tema controvertido, sobre todo en las carreras en óvalos. Tradicionalmente se bloqueaba a los vehículos, impidiéndoseles adelantar en el momento en que cruzaban la línea de salida/meta; los avances técnicos han permitido paralizar el orden de carrera en el mismo momento en que se declara el período de alerta. Eso ha llevado, en la práctica, al final del período de aviso "retorno a condiciones normales de carrera", ya que los conductores aceleran durante los períodos de alerta con la intención recortar diferencias respecto al líder. Esta práctica, aunque da a los corredores más rezagados la oportunidad de recuperar una vuelta de desventaja, fue en ocasiones considerada de riesgo, dado que animaba a los corredores a una cerrada competencia en un entorno anormal de carrera. Los encargados de seguridad no podían responder ante un accidente mientras los competidores estaban bajo el control del automóvil de seguridad, lo que entorpecía notablemente los tiempos de reacción y dificultaba la atención a un piloto potencialmente herido.
Para compensar esta eliminación del período de retorno a condiciones normales de carrera, en NASCAR y otras categorías de conducción deportiva (tanto circuitos mixtos como óvalos) se introdujo la regla "del beneficiario" (o "lucky dog", en inglés), que consiste en permitir al primer piloto (de la clasificación) que esté una vuelta por debajo del líder a recuperar dicha vuelta durante el período de precaución ("caution"), para situarse en la misma posición, pero con la diferencia de que pasa a ser el último coche rodando en la misma vuelta que el líder de la carrera.
En otras categorías, principalmente de monoplazas, a los pilotos con vuelta perdida y que están entre el automóvil de seguridad y el líder de carrera, cuando a dos vueltas antes del reinicio de carrera se les permite dirigirse adelantar al automóvil de seguridad, recuperar una vuelta y colocarse al fondo de la fila india.
Esta regla, vigente en las tres categorías de monoplazas, está diseñada para evitar que los vehículos rezagados bloqueen un eventual reinicio de carrera, así como para prevenir comportamientos antideportivos - como que un piloto rezagado, compañero de escudería o amigo de otro, intentase ayudarle indirectamente impidiendo el avance de algún oponente tras un reinicio.

La bandera a franjas rojas y amarillas, también conocida como la "bandera de superficie" o "bandera a rayas", indica alguna eventualidad que afecta a la tracción potencial.

### Bandera a franjas rojas y amarillas
La bandera a franjas rojas y amarillas se muestra estática, desde las posiciones de bandera situadas a lo largo del circuito, para indicar que hay algo en la pista que podría hacer deslizarse al vehículo o incluso hacerle perder el control: Generalmente, avisa de la presencia en pista de aceite, refrigerante, pequeñas piezas, arena o incluso agua, sobre todo, en sectores de bajada este último elemento. Muchos organizadores muestran esta bandera durante un máximo de 2 vueltas.

La bandera roja obliga a detenerse.

### Bandera roja
La bandera roja se muestra cuando las condiciones de pista son impracticables o totalmente inseguras para continuar la carrera o la sesión de entrenamiento. Dependiendo de la categoría y de la sesión, los vehículos son dirigidos al pit lane, o a un punto concreto de la pista. También dependiendo de la categoría, cualquier reparación o ajuste en zona de pit lane o talleres no se realizará si hay una bandera roja vigente, obedeciendo al reglamento y, en excepciones, en causas de fuerza mayor, como un pinchazo. Si se ocurre en las prácticas, el temporizador no se detiene, pero si ocurre a mitad de clasificación, se detiene el reloj, y solo puede ser reanudado por personal de control de carrera.
Hay varias eventualidades que de ocurrir harían que los oficiales de carrera considerasen retrasar o terminar prematuramente las sesiones de práctica, la clasificación o una carrera: lluvia, oscuridad, pista bloqueada -ya sea debido a desperdicios, agua o vehículos de seguridad-, un automóvil en llamas, o una devastadora colisión múltiple, especialmente aquellas que generan daños graves a pilotos, automóviles, la superficie de pista o las barreras de protección, y que requieran atención inmediata.
Algunas categorías usan una bandera roja cuando ocurre un accidente serio, o para detener temporalmente una carrera al acercarse el final. Esto se hace frecuentemente cuando tras una colisión especialmente seria, los servicios de limpieza de pista requieren mucho tiempo para realizar su trabajo en relación con el que queda para la conclusión de la carrera, o para maximizar el trabajo del equipo de seguridad. Durante un aviso de bandera roja, se demanda de los pilotos que se detengan en un punto concreto de la pista, normalmente lejos del lugar del incidente.
Del mismo modo, una bandera roja o un tablero -en ocasiones con un aspa amarilla- a la entrada de boxes indica que están cerrados. Esta bandera se usa tanto en la IndyCar como en NASCAR. En NASCAR, una bandera roja y otra negra indican el final de una sesión de entrenamiento.

### Bandera roja y amarilla en combinación
En el caso de una mala salida, las banderas amarilla y roja se muestran juntas para ordenar el reinicio. Los pilotos deben regresar a sus posiciones iniciales y alinearse para una nueva salida. Se usa muy raramente, pues suele crear gran confusión entre los pilotos que intentan regresar en orden.

### Código 60

La bandera rosa y el número 60 implica a los pilotos no adelantar, y respetar la velocidad de 60 km/h.

En caso de que haya doble banderas amarillas en todo el circuito, se les mostrarán una bandera rosa con el número 60 llamada Código 60, en donde los pilotos no se permiten adelantar y se deben respetar la velocidad de 60 km/h. En caso de límites variables de velocidad, solo en un tramo se encuentra con doble bandera amarilla, mientras que el resto del circuito es asignado con VSC. En ese caso, en los tramos con doble amarilla se les mostrarán a los pilotos SLOW en sus pantallas. Esta bandera es exclusiva de las reglas de la FIA y no se utilizan si las competiciones son de monoplazas.

La bandera blanca significa última vuelta (en IndyCar y NASCAR), carrera mojada o cambio de motos (en las categorías de FIM), o vehículo oficial en pista (en otras categorías).

### Bandera blanca
En Supercars, y en competiciones con reglamentos vigentes de FIM o de la FIA, la bandera blanca indica la presencia de un vehículo de organización en pista cuando se muestra desde el puesto del mariscal de carrera.
En la IndyCar y la NASCAR, una bandera blanca se muestra desde la torre de inicio para anunciar el inicio de la última vuelta para todos los competidores. A mitad de carrera, también se exhibe la bandera blanca pero enrollada en lugar de extendida.
La bandera blanca también suele utilizarse en Norteamérica del mismo modo en que lo usa la FIA. En la IndyCar, esta bandera blanca incluye también una cruz roja. Normalmente, los coches oficiales no se usan en estos circuitos, sino que se recurre a un pickup o a un vehículo de remolque, fácilmente distinguible de cualquier otro vehículo en competición. Sin embargo, en NASCAR se usa una bandera azul en estos casos.

## Banderas de instrucciones
Las banderas de instrucciones se usan normalmente para comunicarse con un solo piloto en carrera. Normalmente (con las reglas de la FIA), se muestran las primeras tres banderas en la pantalla al lado del semáforo y en la pantalla de los volantes de los pilotos.

La bandera negra ordena a un piloto dirigirse a los pit-boxes (o implica a su descalificación, según las reglas de la FIA).

### Bandera negra
La bandera negra se usa para conducir a un piloto a boxes. Se usa para castigar a un piloto o a un equipo que ha desobedecido las reglas, pero también cuando un vehículo corre peligro a consecuencia de algún error mecánico, como un eje aflojado o un amortiguador suelto, y para avisarle si su radio no funciona. El número del coche afectado se muestra en un lugar designado junto al puesto de banderas -ocasionalmente en la bandera misma-. Las banderas negras pueden ser ondeadas desde todos los puestos de observación simultáneamente para ordenar a todos los corredores que despejen la pista, generalmente en caso de un accidente de gravedad. En Supercars, el piloto es penalizado con Drive-Through, lo que obliga a pasar por boxes. En otras categorías, como en la Fórmula 1, la bandera negra (con el dorsal del coche), significa que ese monoplaza ha sido descalificado y debe detener el coche en el pit lane o bien en un lugar seguro. 

Esta bandera anuncia alguna complicación técnica en un vehículo en pista.

### Bandera negra con círculo naranja
En Supercars, en competiciones organizadas por la FIA o en competiciones organizadas por FIM, una bandera negra con círculo naranja en el centro (conocida como la "albóndiga") será mostrada para indicar a un vehículo que debe retirarse de pista (y/o entrar en boxes) debido a problemas mecánicos que podrían interferir con la carrera, como piezas sueltas o fugas de líquidos (aceite, agua, combustible).

Esta bandera indica penalización por "mala conducta".

### Bandera negra sobre blanco
En Supercars y en competiciones organizadas por la FIA, una bandera dividida diagonalmente en blanco y negro se muestra junto al número de un vehículo para anunciarle que ha sido penalizado por conducta antideportiva. Esta bandera puede ser mostrada si un coche intenta intencionadamente echar a otro vehículo de la pista, o si un conductor sale de su vehículo e inicia un altercado con otro piloto. (Actualmente, esa bandera no se suele usar, ya que el ingeniero de pista suele avisar al piloto mediante la radio).
Según las reglas de la FIA, también advierte a los pilotos con sanciones de tiempo la próxima salida de límites de pista.
Otras categorías no distinguen la señalización entre problemas mecánicos/comportamiento antideportivo y la violación de otras reglas.

Esta bandera anuncia una descalificación.

### Bandera negra con cruz blanca
Algunas categorías usan una bandera negra con un aspa blanca, expuesta junto al número de un piloto, en el caso de que se hayan ignorado reiterados avisos de bandera blanca, anunciando así su descalificación. En NASCAR, una vez que se ha mostrado la bandera, el coche no puntúa hasta que responda a la reclamación yendo a boxes. En la IndyCar, se utiliza una cruz normal en vez de un aspa que sale de los ángulos de la bandera.

Esta bandera, con la diagonal amarilla en NASCAR, solicita que un piloto se haga a un lado para facilitar el paso de vehículos más rápidos.

### Bandera azul
Una bandera azul claro, ocasionalmente con una raya diagonal amarilla, naranja o roja, informa a un corredor que un vehículo más rápido (concretamente, el líder y sus inmediatos perseguidores) se están acercando y que debería desplazarse a un lado para permitir que uno o más corredores le adelanten. Si la bandera se agita, es para indicar al piloto que el coche rápido ya está (justo) detrás de él. En algunas categorías, la bandera azul no es de carácter obligatorio, de modo que los pilotos sólo la obedecen como una forma de cortesía a sus compañeros corredores. En otras categorías, los corredores pueden ser severamente penalizados por no retirarse o interferir a los líderes de carrera, e incluso pueden ser descalificados. 

Esta otra bandera, según las reglas de la FIA, solicita que un piloto se haga a un lado para facilitar el paso de vehículos más rápidos.

En Fórmula 1 (en la que el azul es de un tono más claro, y no tiene diagonal), si el conductor que va a ser adelantado por el líder ignora tres banderas azules consecutivas, será sancionado con Drive-Through o con 5 o 10 segundos de Stop and Go. En la antigua CART, el reglamento era más elaborado: a la señal de dos banderas azules ondeadas desde el puesto de salida -conocida como la "Bandera Azul del Jefe Steward"- se ordenaba al piloto que permita el paso de un grupo rápido, bajo pena de descalificación. 
No todas las carreras usan la bandera azul, debido a que no se usan en los Rallies ni en el Rallycross.

## Bandera a cuadros
La bandera a cuadros se muestra en la línea de salida/meta para indicar que la actual sesión (de entrenamiento, calificación, o carrera) ha sido completada. En algunos circuitos, algún puesto de bandera siguiente a la línea mostrará otra bandera de cuadros, generalmente en el lado contrario del circuito. Esta bandera se asocia generalmente con el ganador de la carrera, por ser él quien la "toma" (adelanta) en primer lugar. También avisa a los pilotos que han terminado con vueltas perdidas, si son aplicables.
Después de haber visto la bandera de cuadros y cruzar la línea de meta, se solicita a los pilotos que disminuyan a velocidad de seguridad, y que regresen a su garaje, al parque cerrado o al paddock, dependiendo del reglamento aplicable en cada categoría y del tipo de circuito. Para el ganador, algunos circuitos tienen una ranura para el piloto campeón (o para el campeón mundial, si es aplicable) ubicado entre los talleres del auto de seguridad o de la revisión técnica y los talleres de uno de los equipos.

Diseño típico de la bandera a cuadros.

### Diseño de la bandera a cuadros
No hay un diseño estándar para la bandera a cuadros. Aunque casi siempre consiste en una trama de rectángulos iguales blancos y negros alternados, alineados en un esquema de tablero de ajedrez, el número, tamaño y proporción de los rectángulos varía entre un modelo y otro. sin embargo, la bandera a cuadros presenta típicamente un rectángulo negro en la esquina de la bandera más cerca al asta del mástil. En NASCAR, la bandera a cuadros incluye igualmente el logo del patrocinador de combustible, Sunoco, desde 2004, y Union 76, anteriormente, como un escudo en el centro de la bandera.
En competiciones de NASCAR y de Fórmula 1, una bandera de cuadros se ondea para señalar el final de la carrera. En la IndyCar, se ondean dos banderas simultáneamente.
Tradicionalmente, en NASCAR se utilizaba una versión especial de la bandera a cuadros, preparada para la entrega de premios, con el nombre y la fecha de la carrera. Esa bandera aparece en las fotografías del equipo ganador tras una victoria, y forma parte del premio junto al trofeo. Los equipos suelen conservar banderas así en las respectivas sedes, del mismo modo en que en otros deportes se cuelgan estandartes conmemorativos en los estadios..

### Orígenes de la bandera a cuadros
El origen concreto del uso de la bandera a cuadros para indicar el final de la carrera se ha perdido, aunque hay muchas teorías. Una posible aunque improbable razón sostiene que a las carreras de caballos celebradas durante los primeros tiempo de los asentamientos del Midwest estadounidense seguían grandes comidas públicas y que para indicar que la comida estaba lista y era hora de acabar la carrera se agitaba un mantel a cuadros. Otra teoría afirma que el primer diseño de la bandera a cuadros apareció en Francia, en el siglo XIX, en carreras ciclistas. Una explicación más probable es que una bandera de un solo color sería menos visible sobre la multitud de las gradas, especialmente considerando que las primeras carreras eran celebradas sobre pistas de tierra, en las que el polvo reduciría la visibilidad del piloto. 
De cualquier modo, la primera prueba fotográfica de una bandera a cuadros usada para finalizar una carrera data de 1904, en la carrera inaugural de la Copa Vanderbilt. Algunos historiadores discuten sobre la datación de la fotografía, fechándola en la edición posterior de 1906 o incluso 1908.
Una publicación de 2006, titulada "The Origin of the Checker Flag - A Search for Racing's Holy Grail", escrita por el historiador Fred Egloff remonta el origen de esta bandera a un tal Sidney Waldon, un empleado de la compañía automovilística Packard Motor, que en 1906 diseñó esta bandera para marcar las checking stations (ahora llamados checkpoints, o puntos de referencia) utilizados en las cituas automovilísticas integradas dentro del Circuito Glidden.
En 1980, Duane Sweeney inició una tradición en las 500 millas de Indianápolis al agitar dos banderas a cuadros al final de la carrera: los anteriores técnicos sólo habían usado una bandera. Sweeney también fue el primero en usar dos banderas verdes al principio de la carrera.

### La celebración de la victoria con la bandera a cuadros
En muchos circuitos cortos, el operario de banderas entrega la bandera a cuadros al ganador de la bandera, pero muchas otras tradiciones de celebración, como el quemado de ruedas, la "vuelta victoriosa a la polaca", y la formación en línea o en círculo de los ganadores han hecho cierta sombra a la tradición de la bandera.
La "vuelta victoriosa a la polaca" y los "quemados de neumático" se han convertido en homenajes populares realizados a la finalización de la carrera en conmemoración de pilotos víctimas de accidentes, como Alan Kulwicki, muerto en 1993 en un accidente de aviación, o Alex Zanardi, que perdió ambas piernas en una carrera de categoría CART, en 2001.
Tony Stewart, imitando un gesto de Hélio Castroneves, solía subir a la valla después de una victoria y agitar la bandera a cuadros como saludo a sus seguidores.

### El simbolismo de la bandera a cuadros en la cultura popular
La bandera a cuadros se ha convertido en un símbolo tan reconocible que es usado para finalizar la conclusión de muchos procesos que no tienen nada que ver con el automovilismo de competición. Así, pro ejemplo, numerosos programas instaladores muestran una bandera a cuadros para advertir que determinado programa se ha instalado sin problemas.
Las banderas a cuadros también se solían situar en las esquinas de las zonas de anotación del Yankee Stadium cuando los New York Giants utilizaron ese estadio para sus partidos de la National Football League entre 1956 y 1973.

## Banderas en otros deportes de motor

### Banderas utilizadas en karting
Las banderas a cuadros, roja, negra, amarilla, blanca y verde se suelen utilizar de un modo idéntico a como se usan en competiciones de otras categorías descritas, al igual que la bandera a franjas rojas y amarillas.
Otras banderas que se utilizan en karting son:
 Bandera azul con aspa diagonal roja, que indica que un corredor con una vuelta de desventaja debe acudir a boxes.[cita requerida]
 Una bandera verde con un chevron amarillo, que señala que se ha dado una falsa salida.
 Bandera negra y amarilla a cuartos, que advierte de alguna incidencia en pista y que el primer piloto en atravesar la línea de meta debería reducir su velocidad para moderar el ritmo de todos los demás corredores mientras dure la alerta.
 Bandera negra con círculo rojo, que indica problemas mecánicos.
 Bandera blanco sobre negro, dividida diagonalmente (en lugar de la utilizada en Fórmula 1, negra sobre blanco) para advertir de un comportamiento antideportivo.

### Banderas de motociclismo
Las banderas a cuadros, roja, amarilla, blanca y verde se usan de un modo idéntico a como se usan en competiciones de motor descritas. La bandera a franjas rojas y amarillas se utiliza para indicar la presencia de desperdicios en pista.
Otras banderas utilizadas son:

Bandera que indica la presencia de un vehículo de emergencias

- Una bandera blanca con una cruz roja, que indica que el vehículo de emergencia es necesario o está ya en pista.
- Una bandera negra con un borde blanco, indicando que un piloto debe abandonar el circuito.
- Una bandera azul oscuro, indicando que una moto más rápida se aproxima al piloto.
- Una bandera con una "V", de color sin especificar, que indica poca visibilidad en adelante. Se utiliza en el festival motociclístico de la Isla de Man.

## Utilidad de las banderas de carreras
Históricamente, las banderas eran el único medio con que contaban los oficiales de carrera para comunicarse con los pilotos. Con la llegada de la radio y la comunicación por ondas, obviamente la situación no es la misma. La mayoría de los pilotos que corren en óvalos cortos no atienden a las banderas, más bien se informan del estado de la pista mediante comunicaciones con el jefe de equipo y los observadores, así como por las luces indicadores que son comunes en tales circuitos. Ocasionalmente, los pilotos pueden requerir la información suministrada por las banderas, cuando por algún motivo se dan fallos en la comunicación por radio. Las banderas se usan, por tanto, para comunicar a los espectadores lo que está pasando en pista. Por otra parte, los circuitos de tierra y los corredores de categorías menores suelen carecer de los medios de que disponen sus equivalentes sobre asfalto, de modo que también suelen recurrir a la información por banderas.
En contraste con esos circuitos pequeños, los pilotos de alto nivel apenas prestan atención a las banderas. Como sería poco práctico cubrir toda la longitud de la pista con observadores, la primera advertencia sobre un incidente suele venir de los oficiales de carrera situados en "puestos de señalización con banderas" a lo largo del circuito. Obviar o ignorar sus indicaciones puede tener consecuencias trágicas, como ocurrió en el una competición de CART celebrada en el circuito callejero de Detroit en 1991; cuando, después de que Michael Andretti casi colisionara contra la parte trasera de un vehículo de seguridad -que retiraba un automóvil de pista-, su padre Mario Andretti cometiera el mismo error: pasando una curva a demasiada velocidad, no pudo ver tampoco la bandera amarilla frenéticamente agitada ante él y se estrelló contra su propio hijo.